# حمر العین
حمر العین (به عربی: حمر العين) یک شهرداری در الجزایر است که در استان تی‌پازه واقع شده‌است.